# Leonardoxa
Leonardoxa é um género botânico pertencente à família Fabaceae.